# Dichonia mesembrina
Dichonia mesembrina är en fjärilsart som beskrevs av Karl Schawerda 1913. Dichonia mesembrina ingår i släktet Dichonia och familjen nattflyn. Inga underarter finns listade i Catalogue of Life.